# Electric Frankenstein
Az Electric Frankenstein amerikai punk rock/heavy metal együttes. 1991-ben alakult New Jersey államban.

## Tagok
Jelenlegi tagok
- Steve Miller - ének, gitár
- Sal Canzonieri - gitár
- Dan Canzonieri - basszusgitár
- Mike Lincoln - dob

Korábbi tagok
- Mike Mindless Ruggerio - basszusgitár
- Jim Foster - gitár
- John Steele - dob
- Rik L Rik - ének
- Scott Wilkins - ének
- Bill Gill - basszusgitár
- Rob Sefcik - dob
- Johnny Yeagher - basszusgitár
- Frankie Orlandoni - basszusgitár
- Rene Valentine - dob
- Carl Porcaro - gitár
- John Caton - dob
- Joe Martin - dob
- Eric Arce - dob
- Ruben - dob
- Joel Gausten - dob
- Chris Lynn - basszusgitár
- Sean O' Brien - basszusgitár
- Drew Benfante - basszusgitár
- Joey Rudacil - dob
- Paul Perez - basszusgitár

## Diszkográfia
- The Time Is Now (1995)
- Conquers the World (1996)
- Time is Now (1996)
- Sick Songs/Action High (1997)
- Spare Parts (1998)
- Rock 'n' Roll Monster (1999)
- How to Make a Monster (1999)
- Annie's Grave/Don't Touch Me, I'm Electric (2000)
- The Buzz of 1000 Volts! (2001)
- Burn Bright, Burn Fast! (2005)